# 신월로 (여수시)
신월로는 전남 여수시의 도로이다. 시점은 삼성SDI사택앞 교차로이고, 종점은 서교동 로터리이다. 이 도로는 행정동으로는 시전동, 월호동, 국동, 대교동, 서강동을 거치고, 법정동으로는 신기동, 시전동, 웅천동, 신월동, 국동, 봉산동, 봉강동, 서교동을 거친다.

## 도로 정보
전라남도 여수시 신월로
기점: 신기동 128-4대
종점: 서교동 564도
고시일: 2009-10-13
길이(m): 8151
도로명부여사유: 도로가 지나는 지역명 반영

## 교차로
- 로 급 미만의 도로와 교차하면서 교차로명이 없는 경우는 생략되었다.
- 도로명 옆 괄호의 직, 우, 좌는 시점에서 종점으로 갈 때를 기준으로 한 그 도로의 방향이다.
- 종점의 서교동 로터리는 실제로는 로터리가 아니다.

| 종류   | 교차로명                | 교차 도로                                                                      | 행정동       | 법정동         | 기타                          |
| ------ | ----------------------- | ------------------------------------------------------------------------------ | ------------ | -------------- | ----------------------------- |
| 삼거리 | 삼성SDI사택앞 교차로    | 망마로(우), 새터로 (여수시)(좌)                                                | 시전동       | 신기동         | Y자형 삼거리                  |
| 터널   | 웅천생태터널            | -                                                                              | 시전동       | 시전동, 웅천동 |                               |
| 사거리 | 명칭 없음               | 웅천로 (여수시)(우, 좌)                                                        | 시전동       | 웅천동         |                               |
| 삼거리 | 송현 삼거리             | 여서로(좌)                                                                     | 시전동       | 웅천동         |                               |
| 사거리 | 명칭 없음               | 웅천로(우, 좌)                                                                 | 시전동       | 웅천동         |                               |
| 삼거리 | 하수종말처리장앞 교차로 | -(우)                                                                          | 월호동       | 신월동         |                               |
| 사거리 | 명칭 없음               | 어항단지로(우), -(좌)                                                          | 월호동       | 신월동         |                               |
| 삼거리 | 어항단지입구 교차로     | 어항로(우)                                                                     | 국동, 대교동 | 국동, 봉산동   |                               |
| 사거리 | 돌산대교입구 교차로     | 대교로 (여수시)(국도 제77호선)(우), 봉강로(좌)                                 | 대교동       | 봉산동         | 여기부터 국도 제77호선과 중복 |
| 사거리 | 서교동 로터리           | 중앙로 (여수시)(직), 남산로 (여수시)(우), 좌수영로 (여수시)(국도 제77호선)(좌) | 서강동       | 서교동         | 여기까지 국도 제77호선과 중복 |

신월로 (여수시) ― 도로명주소 안내시스템